# Allaines
Allaines – miejscowość i gmina we Francji, w regionie Hauts-de-France, w departamencie Somma.
Według danych na rok 2011 gminę zamieszkiwało 418 osób, a gęstość zaludnienia wynosiła 50 osób/km² (wśród 2293 gmin Pikardii Allaines plasuje się na 588. miejscu pod względem liczby ludności, natomiast pod względem powierzchni na miejscu 574.).